# Liste des membres de la Chambre des pairs (Cent-Jours)
Pour les articles homonymes, voir Pair de France.
Pour un article plus général, voir Chambre des pairs.
 Empire français (Cent-Jours)
Palais du Luxembourg, Paris
La présente liste donne la nomenclature des membres de la Chambre des pairs pendant les Cent-Jours, en observant la hiérarchie de la noblesse d'Empire.
Il faut noter que la nomination à la Chambre haute impériale faisait du parlementaire, ipso facto, un comte de l'Empire, et la pairie de l'Empire était héréditaire.

## Liste
- Président de la Chambre des pairs de l'Empire :
  - Duc Jean-Jacques-Régis de Cambacérès (1753-1824), ancien 2e consul de la Ire république (Consulat), ex duc de Parme, archichancelier de l'Empire (1804-1814 et 1815) et pair (1815)

Princes impériaux, Pairs nés de l'Empire
- Prince Napoléon-François Bonaparte (1811-1832), ex roi de Rome, prince impérial, pair (1815) puis empereur (Napoléon II) des Français
- Prince Joseph Bonaparte (1768-1844), ex roi d'Espagne, pair (1815)
- Prince Louis Bonaparte (1778-1846), ex roi de Hollande, pair (1815)
- Prince Napoléon-Louis Bonaparte (1804-1831), ex grand-duc de Berg et de Clèves, pair (1815)
- Prince Louis-Napoléon Bonaparte (1808-1873), pair (1815) puis empereur (Napoléon III) des Français
- Prince Lucien Bonaparte (1775-1840), prince de Canino, pair (1815)
- Prince Jérôme Bonaparte (1784-1860), ex roi de Westphalie, pair (1815)
- Prince Jérôme Bonaparte (1814-1847), prince de Montfort, pair (1815)

Pairs de l'Empire
- Prince Eugène de Beauharnais (1781-1824), ex vice-roi d'Italie, pair (1815)
- Maréchal Louis Nicolas Davout (1770-1823), prince d'Eckmühl et duc d'Auerstaedt, pair (1815)
- Maréchal André Masséna (1758-1817), prince d'Essling et duc de Rivoli, pair (1815)
- Maréchal Michel Ney (1769-1815), prince de La Moskowa et duc d'Elchingen, ex-pair de la Ire Restauration, pair (1815)
- Maréchal Bon-Adrien Jeannot de Moncey (1754-1842), duc de Conégliano, ex-pair de la Ire Restauration, pair (1815)
- Maréchal François Joseph Lefebvre (1755-1820), duc de Dantzig, ex-pair de la Ire Restauration, pair (1815)
- Maréchal Edouard-Joseph Mortier (1768-1835), duc de Trévise, ex-pair de la Ire Restauration, pair (1815)
- Maréchal Jean-de-Dieu Soult (1769-1851), duc de Dalmatie, pair (1815)
- Maréchal Louis-Gabriel Suchet (1772-1826), duc d'Albufera, ex-pair de la Ire Restauration, pair (1815)
- Jean-Thomas Arrighi de Casanova (1778-1853), duc de Padoue, pair (1815)
- Général Armand Augustin de Caulaincourt (1773-1827), duc de Vicence, pair (1815)
- Amiral, duc Denis Decrès (1761-1820), pair (1815)
- Joseph Fouché (1759-1820), duc d'Otrante, pair (1815)
- Charles Gaudin (1756-1841), duc de Gaete, pair (1815)
- Général, baron Jean-Baptiste Girard (1775-1815), duc de Ligny, pair (1815)
- Charles-François Lebrun (1739-1824), ancien 3e consul de la Ire république (Consulat), duc de Plaisance, ex-pair de la Ire Restauration, pair (1815)
- Hugues-Bernard Maret (1763-1839), duc de Bassano, pair (1815)
- Comte Jean-Baptiste Nompère de Champagny (1756-1834), duc de Cadore, ex-pair de la Ire Restauration, pair (1815)
- Jean-Marie-René Savary (1774-1833), duc de Rovigo, pair (1815)

- Maréchal, comte Guillaume Brune (1763-1815), pair (1815)
- Maréchal, comte Emmanuel de Grouchy (1766-1847), pair (1815)
- Maréchal, comte Jean-Baptiste Jourdan (1762-1833), pair (1815)
- Général, comte François Marie d'Aboville (1730-1817), pair (1815)
- Comte Pierre-Simon d'Alsace-Hénin-Liétard (1773-1825), pair (1815)
- Général, comte Antoine François Andréossy (1761-1828), pair (1815)
- Comte Gabriel-Thomas d'Arjuzon (1761-1851), pair (1815)
- Comte Pierre-Hector d'Aubusson de La Feuillade (1765-1848), pair (1815)
- Comte Jean-Pierre Bachasson de Montalivet (1766-1823), pair (1815)
- Mgr le comte Louis-Mathias de Barral (1756-1816), archevêque de Tours, pair de la Ire Restauration, pair (1815)
- Comte Alexandre-Louis de Bauffremont (1773-1833), ex-pair de la Ire Restauration, pair (1815)
- Comte Marc-Étienne-Gabriel de Beauvau-Craon (1773-1849), pair (1815)
- Général, comte Augustin-Daniel Belliard (1769-1832), ex-pair de la Ire Restauration, pair (1815)
- Général, comte Henri-Gatien Bertrand (1773-1844), pair (1815)
- Comte Félix Julien Jean Bigot de Préameneu (1747-1825), pair (1815)
- Comte François-Antoine de Boissy d'Anglas (1756-1826), pair (1815)
- Comte Louis-Joseph de Caffarelli (1760-1845), pair (1815)
- S.Em. le cardinal, comte Étienne-Hubert de Cambacérès (1756-1818), archevêque de Rouen, pair (1815)
- Général, comte Pierre Cambronne (1770-1842), pair (1815)
- Comte Jean-Baptiste-Camille de Canclaux (1740-1817), ex-pair de la Ire Restauration pair (1815)
- Général, comte Lazare Carnot (1753-1823), pair (1815)
- Général, comte Raphaël de Casabianca (1738-1825), ex-pair de la Ire Restauration, pair (1815)
- Comte Antoine Chamans de La Valette (1769-1830), pair (1815)
- Comte Jean-Antoine Chaptal (1756-1832), pair (1815)
- Comte Claude-Raynald de Choiseul-Praslin (1778-1841), ex-pair de la Ire Restauration, pair (1815)
- Comte Joseph Nicolas Clary (1760-1823), pair (1815)
- Général, comte Bertrand Clauzel (1772-1842), pair (1815)
- Dominique Clément de Ris (1750-1827), comte de Mauny, ex-pair de la Ire Restauration, pair (1815)
- Comte Jean-Victor Colchen (1751-1830), ex-pair de la Ire Restauration pair (1815)
- Comte Jean-Baptiste Collin de Sussy (1750-1826), pair (1815)
- Comte Joseph Cornudet des Chomettes (1755-1834), ex-pair de la Ire Restauration, pair (1815)
- Comte Charles-Lidwine de Croix (1760-1832), ex-pair de la Ire Restauration, pair (1815)
- Comte Pierre-Claude Dedelay d'Agier (1750-1827), ex-pair de la Ire Restauration, pair (1815)
- Comte Jean-François-Aimé Dejean (1749-1824), ex-pair de la Ire Restauration, pair (1815)
- Général, comte Henri-François Delaborde (1764-1833), pair (1815)
- Général, comte Jean-Baptiste Drouet d'Erlon (1765-1844), pair (1815)
- Général, comte Antoine Drouot (1774-1847), pair (1815)
- Comte Roger Ducos (1747-1816), pair (1815)
- Général, comte Guillaume Philibert Duhesme (1766-1815), pair (1815)
  - Comte Charles-Guillaume-Eugène Duhesme (1799-1842), pair (1815), fils et successeur du précédent
- Général, comte Antoine Jean Auguste Durosnel (1771-1849), pair (1815)
- Amiral, comte Maxime-Julien Émeriau de Beauverger (1762-1845), pair (1815)
- Général, comte Isidore Exelmans (1775-1852), pair (1815)
- Comte Jean-Pierre Fabre de l'Aude (1755-1832), ex-pair de la Ire Restauration, pair (1815)
- Mgr le comte Étienne-François Fallot de Beaumont (1750-1835), archevêque de Bourges, pair (1815)
- Général, comte Charles-César de Faÿ de La Tour-Maubourg (1756-1831), ex-pair de la Ire Restauration, pair (1815)
- S.Em. le cardinal, comte Joseph Fesch (1763-1839), archevêque de Lyon, pair (1815)
- Comte Charles de Flahaut de La Billarderie (1785-1870), pair (1815)
- Comte Charles de Forbin-Janson (1785-1844), pair (1815)
- Général, comte Louis Friant (1758-1829), pair (1815)
- Général, comte Jean-Jacques-Basilien Gassendi (1748-1828), , ex-pair de la Ire Restauration, pair (1815)
- Général Honoré-Maxime Gazan de La Peyrière (1765-1845), pair (1815)
- Général, comte Étienne Maurice Gérard (1773-1852), pair (1815)
- Comte Pierre-Paul-Alexandre Gilbert de Voisins (1773-1843), pair (1815)
- Colonel, comte Charles-François Huchet de La Bédoyère (1786-1815), pair (1815)
- Général, comte François-Étienne Kellermann (1770-1835), duc de Valmy en 1820, pair (1815)
- Général, comte Alexandre de Lameth (1760-1829), pair (1815)
- Comte Alexandre de La Rochefoucauld d'Estissac (1767-1841), pair (1815)
- Bernard-Germain-Étienne de Laville-sur-Illon (1756-1825), comte de Lacépède, ex-pair de la Ire Restauration, pair (1815)
- Général, comte Claude Jacques Lecourbe (1758-1815), pair (1815)
- Comte Louis-Gustave Le Doucet de Pontecoulant (1764-1853), ex-pair de la Ire Restauration, pair (1815)
- Général, comte Charles Lefebvre-Desnouettes (1773-1822), pair (1815)
- Comte Martin Lejéas (1748-1831), pair (1815)
- Général, comte Jean-François Le Marois (1776-1836), pair (1815)
- Général, comte Louis Levesque de La Ferrière (1776-1834), pair (1815)
- Comte Philippe-Gabriel de Marmier (1783-1845), pair (1815)
- Comte Mathieu-Louis Molé (1781-1855), pair (1815)
- Général, comte Gabriel-Jean-Joseph Molitor (1770-1849), pair (1815)
- Comte Nicolas-François Mollien (1758-1850), pair (1815)
- Gaspard Monge (1746-1818), comte de Péluse, pair (1815)
- Comte Pierre de Montesquiou-Fézensac (1764-1834), ex-pair de la Ire Restauration, pair (1815)
- Général, comte Charles-Antoine Morand (1771-1835), pair (1815)
- Général Georges Mouton (1768-1838), comte de Lobau, pair (1815)
- Comte Christian de Nicolaÿ (1777-1839), pair (1815)
- Général, comte Claude-Pierre Pajol (1772-1844), pair (1815)
- Comte Alphonse-Bernardin Perregaux (1785-1841), pair (1815)
- Mgr le comte Claude-François Primat (1747-1816), archevêque de Toulouse, pair (1815)
- Général, comte Antoine-Guillaume Rampon (1759-1842), ex-pair de la Ire Restauration, pair (1815)
- Général, comte Charles-François Randon du Lauloy (1764-1832), pair (1815)
- Général, comte Jean Rapp (1771-1821), pair (1815)
- Général, comte Honoré-Charles Reille (1775-1860), pair (1815)
- Comte Pierre-Louis Roederer (1754-1835), pair (1815)
- Général, comte Louis-Philippe de Ségur (1753-1830), ex-pair de la Ire Restauration, pair (1815)
- Comte Emmanuel-Joseph Sieyès (1748-1836), pair (1815)
- Comte Antoine Thibaudeau (1765-1854), pair (1815)
- Comte Jean-Baptiste-Cyrus de Timbrune de Valence (1757-1822), ex-pair de la Ire Restauration, pair (1815)
- Comte Henri-Amédée de Turenne d'Aynac (1776-1852), pair (1815)
- Général Dominique-Joseph René Vandamme (1770-1830), comte d'Unebourg, pair (1815)
- Général, comte Jean-Antoine Verdier (1767-1839), pair (1815)
- Général, baron Michel-Sylvestre Brayer (1769-1840), pair (1815)
- Amiral, baron Julien Marie Cosmao-Kerjulien (1761-1825), pair (1815)
- Baron Jean-Antoine Davillier (1754-1831), pair (1815)
- Général, baron Antoine Lallemand (1774-1839), pair (1815)
- Baron Nicolas Quinette (1762-1821), pair (1815)
- Général, baron Jean-Pierre Travot (1767-1836), pair (1815)